# Pożegnanie Jezusa z Matką
Pożegnanie Jezusa z Matką – obrazy olejne o tym samym tytule hiszpańskiego malarza pochodzenia greckiego Dominikosa Theotokopulosa, znanego jako El Greco.

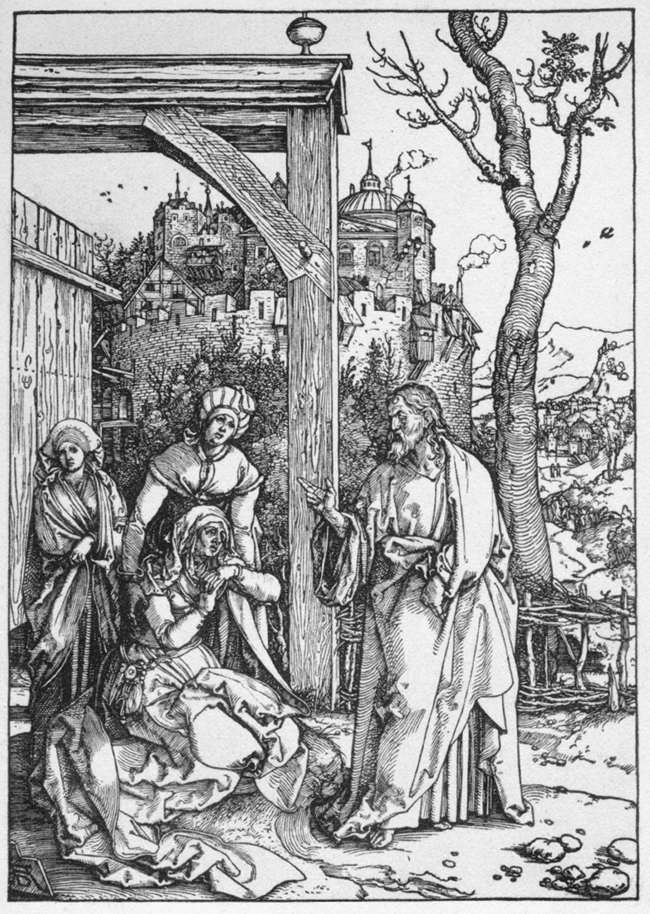
Life of the Virgin, Christ Taling Leave of his Mother Albrecht Dürer,
Drzeworyt z 1504 roku będący inspiracją dla El Greca

## Geneza
Zobrazowany epizod należy do wydarzeń jakie rozegrały się przed męką Chrystusa i zalicza się do cyklu Siedmiu Boleści Maryjnych. Jezus pojawia się przed swoją matką, by pożegnać ją po podjęciu decyzji o przyjęciu planu Bożego, identyfikującego go jako Zbawiciela. Wydarzenie to nie występuje w ewangelicznych źródłach, ale zostało zainspirowane mistycznymi dziełami średniowiecza. Podstawą ikonograficzną dla obrazu mogły być prace św. Bonawentury Meditationes de Passione Jesu Christi oraz Vita Christi Redemptoris Nostri autorstwa Ludolfa Kartuza z Saksonii. Ukazana scena, według francuskiego ikonografa i historyka, Louisa Reau, była najbardziej popularna w sztuce niemieckiej. Prekursorem był Albrecht Dürer, który stworzył dwie ryciny wchodzące w skład serii Z życia Matki Boskiej i Małej Pasji, gdzie kompozycja sceny opierała się na wizycie Jezusa w domu Matki: Chrystus przybywa do domu, błogosławi ją, gdy ta klęczy u progu w żałobnej postawie w towarzystwie dwóch innych kobiet. W bardziej uproszczony sposób, ale w większym przybliżeniu, motyw ten przedstawiany był w malarstwie flamandzkim i holenderskim w XV i XVI wieku. Wątek ten można zobaczyć m.in. w dyptyku Gerarda Davida i Roberta Campina. W Hiszpanii powszechne były tłumaczenia Vita Christi dokonane przez franciszkańskiego zakonnika Ambrosia de Montesinos lub praca anonimowego autora pt. Auto del despedimiento del Christo de su Madre, które El Greco znał. Nie ma jednak pewności, które z tych prac zainspirowały artystę do stworzenia Pożegnania Jezusa z Matką.

## Opis obrazu
El Greco wykorzystuje kompozycje wcześniejszych artystów, wprowadzając jednocześnie nowe rozwiązania: na niewielkich płótnach ukazuje jedynie Marię i Jezusa w trzy czwartej postaci lub jeszcze bliższym przybliżeniu koncentrując się na relacji pomiędzy nimi a rezygnując z wszelkich innych elementów dekoracyjnych. Znanych jest kilka wersji „Pożegnania Jezusa z Marią” na wszystkich, pomiędzy postaciami, wywiązuje się kontakt wzrokowy. Maria trzyma Jezusa lewą ręką, a prawą ma przyciśniętą do piersi. Czule spogląda na syna, który, gestem znanym już z innych dzieł El Greca, tłumaczy jej przyczyny rozstania i z równą intensywnością spogląda na matkę. Wokół ich głów promieniują romboidalne aureole. Fizycznie modele, zwłaszcza Chrystusa, podobne są do tych z okresu jakie można obejrzeć na obrazach z kościoła Santo Domingo el Antigua z Toledo, głównie w Zmartwychwstaniu Chrystusa.
Wersja z Santa Cruz pierwotnie znajdowała się w kościele San Vincente w Toledo, gdzie znajdował się nad ołtarzem do 1711 roku.

## Inne wersje
- Pożegnanie Jezusa z Matką – (1587–1597), 24 × 21 cm, Pałac Peleș w Sinaia
- Pożegnanie Jezusa z Matką – (1587–1597), 109 × 99 cm, R.E. Danielson Collections w Groton (wcześniej w zakrystii kościoła San Paulo w Toledo)
- Pożegnanie Jezusa z Matką – (1578–1580), 64 × 93 cm, kol. prywatna
- Pożegnanie Jezusa z Matką – (1580–1585), 100 × 118 cm, Museum Boijmans Van Beuningen, Rotterdam